# 孟连裸趾虎
孟连裸趾虎（学名：Cyrtodactylus menglianensis），一种于中国云南省孟连傣族拉祜族佤族自治县发现的爬行动物，隶属于壁虎科裸趾虎属。

## 鉴别特征
孟连裸趾虎体型中等，成年头体长（SVL）67.7－78.1mm；体侧具有散布小疣粒的侧褶；雄性具有7个连续的肛前孔，雌性无；股鳞不扩大, 无股孔；每侧具有2行肛后疣鳞；第Ⅳ指下有17－22个指下瓣，第Ⅳ趾具21－23个趾下瓣；尾下鳞有1或2行扩大的鳞片；无深色眼后纹和颈环；前后肢基部之间具有6或7条不规则的背带，大多数背带不连续。